# تاكاهيرو وادا
تاكاهيرو وادا (باليابانية: 和田貴広؛ بالكانا: わだ たかひろ) هو مصارع هاوي ياباني، ولد في 16 نوفمبر 1971 في كاغوشيما في اليابان.

## وصلات خارجية
- تاكاهيرو وادا على موقع قاعدة بيانات المصارعة الدولية (الإنجليزية)
- تاكاهيرو وادا على موقع أوليمبيديا (الإنجليزية)